# Adelphagrotis innotabilis
Adelphagrotis innotabilis är en fjärilsart som beskrevs av Augustus Radcliffe Grote 1874. Adelphagrotis innotabilis ingår i släktet Adelphagrotis och familjen nattflyn. Inga underarter finns listade i Catalogue of Life.